# Euphorbia elegantissima
Euphorbia elegantissima P.R.O.Bally & S.Carter, 1974 è una pianta della famiglia delle Euforbiacee, endemica della Tanzania.

## Descrizione
È una pianta succulenta con fusti ramificati sottili e spinosi, alti sino a 3 m, che si caratterizza per i ciazi di colore rosso cremisi.

## Distribuzione e habitat
L'areale di E. elegantissima è ristretto alle pendici della Rift Valley nei pressi del lago Manyara (Tanzania).

## Conservazione
La specie è inserita nella Appendice II della Convention on International Trade of Endangered Species (CITES).